# Marthe de Witte
Pour les articles homonymes, voir Witte.
Marthe de Witte, née le Mesre de Pas à Beernem (Belgique) le 8 août 1893 et morte en 1976, est une peintre africaniste belge.

## Biographie
Marthe de Witte est la seconde épouse de Gonzalve de Witte et belle-sœur de l'herpétologiste Gaston-François de Witte. Elle a réalisé sous le nom de Marthe de Witte des missions au Ruanda-Urundi et au Congo belge pendant lesquelles elle peignait les autochtones revêtus de tenues traditionnelles.

## Style et œuvres
Marthe de Witte a séjourné au Congo belge et au Ruanda-Urundi de 1947 à 1949 et de 1951 à 1954. Durant ces voyages, elle a peint, sur toiles et sur cartes postales, des paysages mais son œuvre se compose essentiellement de portraits réalisés au pastel, au fusain ou à la sanguine. Elle prenait le soin de mentionner le nom du modèle et sa région d'origine, ces portraits étant essentiellement exécutés dans une optique documentaire ethnographique et de classification raciale.
Marthe de Witte a réalisé le portait de Mutara III Rudahigwa qui fut l'avant-dernier souverain du royaume du Ruanda, ainsi que de nombreux autres des portails d'hommes, de femmes, d'enfants, de vieillards des régions/villes telles que le Kivu, Birambo, territoire de Rungu, Bas-Uele, Haut-Uele, Nyanza, Moami, Rutshuru, etc.)
Les cartes postales signées manuellement par l'artiste ont été éditées par le Musée royal de l'Afrique centrale. D'autres cartes ont été directement éditées par le peintre.
Le Musée royal de l'Afrique centrale dispose d'une belle collection de ses œuvres (plus d'un millier). Beaucoup d'autres tableaux sont vendus en galeries d'arts et aux enchères d'arts.

## Expositions
- 1942 : Bruxelles, Petite Galerie
- 1951 : Bruxelles, Galerie Brueghel
- 1953 : Costermansville, Festival du Kivu
- 1958 : Bruxelles, Exposition Universelle de 1958
- 1973 : Kinshasa, Centre belgo-zaïrois